# Eragrostiella nardoides
Eragrostiella nardoides är en gräsart som först beskrevs av Carl Bernhard von Trinius, och fick sitt nu gällande namn av Norman Loftus Bor. Eragrostiella nardoides ingår i släktet Eragrostiella och familjen gräs. Inga underarter finns listade i Catalogue of Life.